# Kert (ort)
Kert (armeniska: Քերթ, azerbajdzjanska: Quzumkənd) är en ort i Azerbajdzjan.   Den ligger i distriktet Xocavənd Rayonu, i den centrala delen av landet, 260 km väster om huvudstaden Baku. Kert ligger 815 meter över havet och antalet invånare är 567.
Terrängen runt Kert är kuperad, och sluttar österut. Runt Kert är det ganska tätbefolkat, med 62 invånare per kvadratkilometer.. Närmaste större samhälle är Müşkapat, 3,1 km norr om Kert. 
Trakten runt Kert består till största delen av jordbruksmark.